# Fransoa Fenelon
Fransoa Fenelon (fr. François Fénelon; 1651-1715) je bio francuski pedagoški pisac i teolog. Primljen je na dvor kralja Luja XIV i postao vaspitač kraljevog unuka. Sa dvorom i Vatikanom došao u sukob zbog svojih političkih i religioznih pogleda i bio u nemilosti. Njegovo slobodoumlje snažno se odrazilo u njegovom romanu “Doživljaji Telemaka, sina Odisejevog” (1699). Prvi se u Francuskoj intenzivnije zanimao za odgoj i obrazovanje devojaka i pisao o tome. Smatrao je da je nužno da se ženi pruži ne samo izvesno obrazovanje, nego i da se ona moralno pripremi da u budućnosti postane majka.

## Pedagoški pogledi
Kao izuzetan pedagog i praktičar, Fenelon je uspeo na sasvim novi način da postavi mnoga pitanja vaspitanja. U tom smislu on postavlja 3 principa: privrženost prirodi, izbegavanje nasilja i zadovoljstvo kao stil nastave. Nastavu treba organizovati tako da bude prijatna za dete , a umno vaspitanje treba da se temelji na prirodnoj radoznalosti dece. Za moralno vaspitanje traži da se “zasniva na dobrim primerima”. Odbacuje grubost u vaspitanju, smatra da prema deci u najranijem dobu treba vešto kombinovati nežnost, maženje i strpljenje. Upozoravao je i na to da detetu ne treba preterano ugadjati, jer to podstiče njegov egoizam i narcisoidnost. Fenelon dosta prostora posvećuje i religioznom vaspitanju u duhu katoličke crkve I zahteva da ono počinje od najranijih dana. Njegovo delo “O vaspitanju devojaka” je prvo klasično delo francuske pedagogije, prevedeno na mnoge evropske jezike i imalo znatan uticaj na dalji razvoj pedagoške misli.